# 콜렛 힐러
콜렛 힐러(Colette Hiller)는 미국의 배우이다.

## 출연 작품

### 영화
- 비틀즈의 탄생 (1979, Birth of the Beatles)
- 에이리언 2 (1986) - 페로 상등병 역